# De 1000 drømmes nat
De 1000 drømmes nat er det andet studiealbum fra den danske popgruppe Sukkerchok, der blev udgivet den 18. oktober 2010 på Universal Music. Det er det første album med det nye medlem Simone Cameron, der erstattede Inez. Albummet blev ikke nogen stor succes som det guld-sælgende debutalbum, Hvor som helst - når som helst (2009), idet De 1000 drømmes nat kun tilbragte tre uger i den nedre region af top 40 på hitlisten. I september 2011 meddelte gruppen at de ville holde pause på ubestemt tid.
Titelnummeret "De 1000 drømmes nat" udkom som albummets første single den 4. september 2010, og opnåede en placering som #15 på hitlisten. Den 7. marts 2011 udkom singlen "Tænder mig" i en ny version med rapperen USO.

## Spor
| #   | Titel                                    | Sangskriver(e)                                                         | Producer(e)    | Længde |
| --- | ---------------------------------------- | ---------------------------------------------------------------------- | -------------- | ------ |
| 1.  | "Tænder mig"                             | Marcus Winther-John, Rune Braager, Tim McEwan, Sarah West, Burhan Genc | DEEKAY         | 3:06   |
| 2.  | "De 1000 drømmes nat"                    | Hanif Sabzevari, Mark Mangold, Winther-John                            | hitmanic       | 4:19   |
| 3.  | "Forført"                                | West, Paolo Galgani                                                    | Paolo Galgani  | 3:37   |
| 4.  | "Væk for altid"                          | West, Galgani                                                          | Paolo Galgani  | 3:30   |
| 5.  | "Ingen vej tilbage" (featuring Joey Moe) | Casper Lindstad, Braager                                               | Rune Braager   | 4:15   |
| 6.  | "Uret tikker"                            | West, Ian Mack, Braager                                                | Rune Braager   | 2:47   |
| 7.  | "Mig og mine piger"                      | Chesney Hawkes, Lene Dissing, Braager                                  | Rune Braager   | 3:19   |
| 8.  | "Rør mig"                                | Kat Stephie, Daniel Klein, Claus Christensen                           | DEEKAY         | 3:30   |
| 9.  | "Nat villavej"                           | Simon Borch, Boe Larsen, Hans-Henrik Koltze                            | DEEKAY         | 3:35   |
| 10. | "Mit største hit"                        | Braager, Winther-John                                                  | Rune Braager   | 2:57   |
| 11. | "Andre piger"                            | Dissing, Sune Haansbæk, Vivian Sørmeland, Winther-John                 | Startone Music | 3:30   |

| 12. | "Kæmper for kærlighed" | Lasse Lindorff, Lise Cabble, Martin Michael Larsson | DEEKAY | 3:02 |